# Pouru-aux-Bois
Pouru-aux-Bois település Franciaországban, Ardennes megyében. Lakosainak száma 234 fő (2022. január 1.). Pouru-aux-Bois Escombres-et-le-Chesnois, Francheval, Pouru-Saint-Remy és Bouillon községekkel határos.

## Népesség
A település népességének változása:
| Lakosok száma | 268  | 257  | 244  | 283  | 300  | 291  | 266  | 245  | 239  | 234  |
|               | 1968 | 1982 | 1990 | 2006 | 2013 | 2015 | 2017 | 2019 | 2020 | 2022 |